# Eckhard Lübkemeier
Eckhard Lübkemeier (* 30. Januar 1951 in Bünde) ist ein deutscher Politikwissenschaftler und ehemaliger Diplomat, der von 2014 bis 2016 Botschafter in den Vereinigten Arabischen Emiraten war.

## Leben
Nach dem Abitur studierte Lübkemeier von 1969 bis 1975 Politikwissenschaften und absolvierte zwischen 1971 und 1972 auch einen Gaststudienaufenthalt an der University of Minnesota. Nachdem er das Studium 1975 mit einem Diplom abgeschlossen hatte, trat er in den auswärtigen Dienst ein und fand nach Abschluss der Laufbahnprüfung Verwendung in der Zentrale des Auswärtigen Amtes in Bonn.
1980 verließ er den diplomatischen Dienst und war bis 1991 als Wissenschaftlicher Mitarbeiter im Forschungsinstitut der Friedrich-Ebert-Stiftung tätig und schloss 1990 seine Promotion an der Freien Universität Berlin ab. Zwischen 1991 und 2000 war er Leiter der Abteilung Außenpolitikforschung im Forschungsinstitut der Friedrich-Ebert-Stiftung und verfasste insbesondere während seiner Tätigkeit für die Friedrich-Ebert-Stiftung zahlreiche Publikationen zu außenpolitischen Themen, die zum Teil auch ins Englische übersetzt wurden.
Im Jahr 2000 kehrte Lübkemeier in den auswärtigen Dienst zurück und war dort als Referatsleiter für Europäische Sicherheits- und Verteidigungspolitik zugleich Sonderbeauftragter für Konfliktprävention des Auswärtigen Amtes. Im Anschluss war er zwischen 2003 und 2006 Ministerialdirigent und stellvertretender Leiter der Abteilung für Europa im Bundeskanzleramt und danach für ein Jahr Mitarbeiter der Stiftung Wissenschaft und Politik (SWP) in Berlin. Zwischen 2007 und 2011 war er Ständiger Vertreter des Botschafters im Vereinigten Königreich.
Von August 2011 bis 8. Oktober 2014 war Eckhard Lübkemeier Botschafter in Irland und damit Nachfolger von Busso von Alvensleben, der wiederum Leiter des Generalkonsulats in New York City wurde. Darauf folgte sein Amtsantritt in Abu Dhabi, der Hauptstadt der Vereinigten Arabischen Emirate.
Er ging am 30. Juni 2016 in den Ruhestand. Seit Dezember 2016 ist Lübkemeier Gastwissenschaftler in der Forschungsgruppe EU/Europa der Stiftung Wissenschaft und Politik, Berlin, wo er sich – auch publizistisch – mit der Krise der EU, ihren Ursachen und möglichen Auswegen befasst.

## Veröffentlichungen
- PD 59 [neunundfünfzig] und LRTNF-Modernisierung. Friedrich-Ebert-Stiftung, Bonn 1981
- Erfolgsbedingungen und Erfolgschancen der INF-Verhandlungen. Friedrich-Ebert-Stiftung, Bonn 1982
- Stand und Probleme der INF-Verhandlungen in Genf. Friedrich-Ebert-Stiftung, Forschungsinst., Bonn 1982
- Probleme, Voraussetzungen und Chancen einer Konventionalisierung der NATO-Strategie. Friedrich-Ebert-Stiftung, Bonn 1983
- Sicherheit durch Abrüstung. Verlag Neue Gesellschaft, Bonn 1984
- Akzeptanzprobleme der NATO-Strategie. Friedrich-Ebert-Stiftung, Bonn 1988
- Die NATO braucht „neues nukleares Denken“. Friedrich-Ebert-Stiftung, Bonn 1990
- Sicherheitspolitik jenseits der Blockkonfrontation. Friedrich-Ebert-Stiftung, Bonn 1990
- Wozu noch NATO? Friedrich-Ebert-Stiftung, Bonn 1990
- Wie sehen unsere Nachbarn die deutsche Entwicklung? Friedrich-Ebert-Stiftung, Bonn 1991
- Herausforderungen und Chancen deutscher Friedenspolitik in den 90er Jahren. Friedrich-Ebert-Stiftung, Bonn 1991
- Globale Herausforderungen deutscher Sicherheit. Friedrich-Ebert-Stiftung, Bonn 1994
- Sicherheit für das neue Europa. Friedrich-Ebert-Stiftung, Bonn 1996
- Interdependenz- und Konfliktmanagement. Friedrich-Ebert-Stiftung, Bonn 1998
- Führung ist wie Liebe. SWP, Berlin 2007
- Im Schatten der Poly-Krise. Leitlinien für eine Erneuerung der EU nach dem Jubiläums-Gipfel in Rom. SWP, Berlin 2017
- Europas Banalität des Guten. Ursachen der europäischen Dauerkrise und Auswege – ein Wegweiser. SWP, Berlin 2019
- mit Nicolai von Ondarza, Eine Korona-Präsidentschaft in Corona‑Zeiten? Die Doppelaufgabe des deutschen Ratsvorsitzes: Kriseneindämmung und Schub für ein solidarisches und autonomes Europa. SWP, Berlin 2020
- Europa schaffen mit eigenen Waffen? Chancen und Risiken europäischer Selbstverteidigung. SWP, Berlin 2020